# Megalorhipida dubiosa
Megalorhipida dubiosa là một loài bướm đêm thuộc chi Megalorhipida.